# Paratoxopoda abyssinica
Paratoxopoda abyssinica är en tvåvingeart som beskrevs av Ozerov 2004. Paratoxopoda abyssinica ingår i släktet Paratoxopoda och familjen svängflugor.
Artens utbredningsområde är Etiopien. Inga underarter finns listade i Catalogue of Life.